# Двойной динамит (фильм, 1951)
Двойной динамит (англ. Double Dynamite) — американский комедийный мюзикл режиссёра Ирвинга Каммингса 1951 года.

## Сюжет
Джонни Далтон просит своего босса Дж. Маккиссака повысить ему зарплату, чтобы он мог жениться на коллеге-кассирере Милдред Гудхью. Хотя Джонни отказали, Мибс все равно хочет выйти замуж. Эмиль Джей Кек, друг и официант итальянского ресторана, в котором они часто бывают, также призывает Джонни рискнуть, даже шутливо предлагая ему ограбить банк, где он работает. Когда он настаивает на том, чтобы подождать, Мибс срывается с места.
Возвращаясь на работу, Джонни вмешивается, когда видит, как двое мужчин избивают третьего в переулке. Жертва Харрис оказывается букмекером. В знак благодарности Харрис дает ошеломленному Джонни 1000 долларов, но тот отказывается их принять. Чтобы сделать это проще, Харрис меняет его на «кредит», а затем быстро ставит всю сумму на верную вещь в фиксированной гонке, убедившись, что ставка сделана в букмекерской конторе, управляемой его конкурентом (тем, кто его избил). Из выигрыша Харрис забирает кредит, и Джонни остается с 5000 долларов. Затем Харрис делает ещё две ставки на Джонни, и обе выигрывают. Теперь Джонни выиграл 60 000 долларов. У Харриса на руках только 40 000 долларов, поэтому он говорит Джонни, что пришлет ему остальное позже. Джонни спешит поделиться хорошими новостями с Эмилем, но Эмилю кажется, что он последовал его совету насчет ограбления банка.
Как выяснилось, аудиторы банка обнаружили, что недостает 75 000 долларов. Опасаясь, что его заподозрят в преступлении, Джонни прибегает к помощи Эмиля, чтобы спрятать деньги. Когда он рассказывает Мибс о своей неожиданной удаче, она тоже не верит его рассказу. Она находит 20 000 долларов, остаток того, что Харрис должен Джонни, и идет к Бобу Пульсиферу-младшему, ленивому, развратному сыну основателя банка. Она предлагает ему это при условии, что он не сообщит полиции о Джонни, но он все равно звонит им.
Мибс настаивает на том, чтобы отвезти Джонни в Мексику, но их ловят. К большому удивлению супругов, полиция знает, что Джонни выиграл деньги; вместо этого они арестовывают Мибс, поскольку аудиторы отследили 75 000 долларов до неё. Однако Джонни случайно обнаруживает, что арифмометр Мибса неисправен: согласно ему, 2+2=5 и 3+3=7. После этого Мибс рассказывает мужчине, которого она считает «репортером», обо всех дорогих подарках, которые ей сделал Джонни, только чтобы узнать, что этот человек на самом деле работает в налоговой службе.